# Viercontinentenkampioenschap kunstschaatsen 2010
Het Viercontinentenkampioenschap is een jaarlijks terugkerend evenement in het kunstschaatsen dat georganiseerd wordt door de Internationale Schaatsunie (ISU) voor deelnemers uit landen buiten Europa, namelijk van de vier continenten Afrika, Azië, Amerika en Oceanië.
De editie van 2010 was het twaalfde "4CK" dat werd georganiseerd. Het vond plaats van 27 tot en met 30 januari in Jeonju de hoofdstad van de provincie Jeollabuk-do, Zuid-Korea. Het was de vierde keer dat deze kampioenschappen in Zuid-Korea plaatsvonden, in 2002 vonden ze eveneens in Jeonju plaats, in 2005 in Gangneung en in 2008 in Goyang.
Medailles waren er te verdienen in de traditionele onderdelen: mannen individueel, vrouwen individueel, paarrijden en ijsdansen.
| Programma | Programma           | Programma            | Programma          | Programma           | Programma         | Programma |
| --------- | ------------------- | -------------------- | ------------------ | ------------------- | ----------------- | --------- |
|           | woensdag 27 januari | donderdag 28 januari | vrijdag 29 januari | zaterdag 30 januari | zondag 31 januari |           |
| Paren     | korte kür           | lange kür            |                    |                     | Gala              |           |
| IJsdansen | verplichte kür      | originele kür        | lange kür          |                     | Gala              |           |
| Vrouwen   | korte kür           |                      | lange kür          |                     | Gala              |           |
| Mannen    |                     | korte kür            |                    | lange kür           | Gala              |           |

## Deelnemende landen
Alle 22 ISU-leden uit Afrika, Amerika, Azië en Oceanië hadden het recht om maximaal drie startplaatsen per onderdeel in te vullen. Deze regel is afwijkend ten opzichte van de overige ISU kampioenschappen, waarbij extra startplaatsen worden "verdiend" door de prestaties van de deelnemers in het voorgaande jaar.
Een recordaantal van zeventien landen schreven dit jaar deelnemers in voor dit toernooi. Zij vulden het recordaantal van 88 startplaatsen in. Canada en de Verenigde Staten vulden de maximale mogelijkheid in van twaalf startplaatsen. Singapore nam voor het eerst deel aan het 4CK, Sarah Paw Si Ying nam deel in het vrouwentoernooi.
India vaardigde dit jaar geen deelnemer af. Uit Argentinië, Mongolië, Noord-Korea en Puerto Rico hebben nog nooit deelnemers deelgenomen aan het Viercontinentenkampioenschap.
(Tussen haakjes het totaal aantal startplaatsen over de vier onderdelen.)
| Canada (12) Verenigde Staten (12) China (11) Australië (7) Japan (7) | Taiwan (7) Hongkong (5) Mexico (5) Zuid-Korea (5) | Brazilië (4) Filipijnen (3) Thailand (3) Kazachstan (2) | v Zuid-Afrika (2) Nieuw-Zeeland (1) Oezbekistan (1) Singapore (1) |

## Medailleverdeling
Bij de mannen namen drie debutanten op het erepodium plaats. Adam Rippon werd de negende man die de titel behaalde en de tweede Amerikaan na Evan Lysacek (2005, 2007). De Japanner Tatsuki Machida op plaats twee en de Canadees Kevin Reynolds op plaats drie flankeerden hem.
Bij de vrouwen werd de Japanse Mao Asada voor de tweede keer kampioene, haar eerste titel behaalde ze in 2008. In 2009 werd ze derde. Haar landgenote Akiko Suzuki nam plaats op de tweede positie op het erepodium en de Amerikaans Caroline Zhang op de derde plaats. Voor beiden was het hun eerste medaille op dit kampioenschap.
Bij de paren behaalde het Chinese paar Zhang Dan / Zhang Hao ook voor de tweede keer de titel, hun eerste was in 2005. Het was hun zevende medaille. In 2002 en 2009 werden ze derde, in 2003, 2004 en 2008 tweede. Ook hier stonden de medaillewinnaars op de plaatsen twee en drie voor het eerst op het erepodium. Het Amerikaanse paar Keauna McLaughlin / Rockne Brubaker werd tweede, het Canadese paar Meagan Duhamel / Craig Buntin derde.
Bij het ijsdansen veroverde de drie paren hun eerste medaille op het 4CK. Het paar Kaitlyn Weaver / Andrew Poje werd het zevende paar die de titel bij het ijsdansen wonnen en het vierde Canadese paar na Shae-Lynn Bourne / Victor Kraatz (1999, 2001, 2003), Marie-France Dubreuil / Patrice Lauzon (2007) en Tessa Virtue / Scott Moir (2008). Hun landgenoten Allie Hann-McCurdy / Michael Coreno werden tweede en het Amerikaanse paar Madison Hubbell / Keiffer Hubbell werden derde.
| Onderdeel | Goud                         | Zilver                              | Brons                             |
| --------- | ---------------------------- | ----------------------------------- | --------------------------------- |
| Mannen    | Adam Rippon                  | Tatsuki Machida                     | Kevin Reynolds                    |
| Vrouwen   | Mao Asada                    | Akiko Suzuki                        | Caroline Zhang                    |
| Paren     | Zhang Dan / Zhang Hao        | Keauna McLaughlin / Rockne Brubaker | Meagan Duhamel / Craig Buntin     |
| IJsdansen | Kaitlyn Weaver / Andrew Poje | Allie Hann-McCurdy / Michael Coreno | Madison Hubbell / Keiffer Hubbell |

## Uitslagen
| #                | naam (deelname)          | land                      | punten | korte kür  | lange kür   |
| ---------------- | ------------------------ | ------------------------- | ------ | ---------- | ----------- |
| Goud             | Adam Rippon              | Vlag van Verenigde Staten | 225.78 | 69.56 (7)  | 156.22 (1)  |
| Zilver           | Tatsuki Machida          | Vlag van Japan            | 217.48 | 69.60 (6)  | 147.88 (2)  |
| Brons            | Kevin Reynolds           | Vlag van Canada           | 212.99 | 81.60 (1)  | 131.39 (8)  |
| 4                | Brandon Mroz (2)         | Vlag van Verenigde Staten | 212.68 | 70.88 (3)  | 141.80 (5)  |
| 5                | Ryan Bradley (3)         | Vlag van Verenigde Staten | 212.19 | 66.22 (8)  | 145.97 (3)  |
| 6                | Song Nan                 | Vlag van China            | 209.68 | 72.95 (2)  | 136.73 (6)  |
| 7                | Shawn Sawyer (3)         | Vlag van Canada           | 206.34 | 62.36 (10) | 143.98 (4)  |
| 8                | Wu Jialiang (5)          | Vlag van China            | 203.60 | 70.33 (5)  | 133.27 (7)  |
| 9                | Guan Jinlin              | Vlag van China            | 195.66 | 64.60 (9)  | 131.06 (9)  |
| 10               | Denis Ten (2)            | Vlag van Kazachstan       | 172.65 | 70.50 (4)  | 102.15 (14) |
| 11               | Joey Russell             | Vlag van Canada           | 171.44 | 57.05 (12) | 14.39 (10)  |
| 12               | Yasuharu Nanri (4)       | Vlag van Japan            | 171.36 | 61.48 (11) | 109.88 (11) |
| 13               | Abzal Rakimgaliev (3)    | Vlag van Kazachstan       | 156.91 | 55.91 (13) | 101.00 (15) |
| 14               | Kim Min-seok (2)         | Vlag van Zuid-Korea       | 153.09 | 49.49 (16) | 103.60 (12) |
| 15               | Kento Nakamura           | Vlag van Japan            | 152.69 | 49.24 (17) | 103.45 (13) |
| 16               | Stephen Li-Chung Kuo     | Vlag van Taiwan           | 148.96 | 53.80 (14) | 95.16 (16)  |
| 17               | Kevin Alves (3)          | Vlag van Brazilië         | 130.76 | 41.81 (19) | 88.95 (17)  |
| 18               | Mark Webster (2)         | Vlag van Australië        | 129.73 | 51.05 (15) | 78.68 (19)  |
| 19               | Matthew Precious         | Vlag van Australië        | 127.09 | 47.44 (18) | 79.65 (18)  |
| 20               | Wun-Chaing Shih (2)      | Vlag van Taiwan           | 101.87 | 40.53 (20) | 61.34 (20)  |
| Alleen korte kür |                          |                           |        |            |             |
| 21               | Nicholas Fernandez (4)   | Vlag van Australië        |        | 35.43 (21) |             |
| 22               | Charles Shou-San Pao (2) | Vlag van Taiwan           |        | 35.10 (22) |             |
| 23               | Humberto Contreras (7)   | Vlag van Mexico           |        | 33.27 (23) |             |
| 24               | Seo Min-seok             | Vlag van Zuid-Korea       |        | 30.42 (24) |             |
| 25               | Harry Hau Yin Lee        | Vlag van Hongkong         |        | 27.87 (25) |             |
| 26               | To Hon-lam               | Vlag van Hongkong         |        | 27.46 (26) |             |
| 27               | Cameron Hems             | Vlag van Nieuw-Zeeland    |        | 25.35 (27) |             |

| #                | naam (deelname)              | land                      | punten | korte kür  | lange kür  |
| ---------------- | ---------------------------- | ------------------------- | ------ | ---------- | ---------- |
| Goud             | Mao Asada (3)                | Vlag van Japan            | 183.96 | 57.22 (3)  | 126.74 (1) |
| Zilver           | Akiko Suzuki (3)             | Vlag van Japan            | 173.72 | 58.88 (1)  | 114.84 (2) |
| Brons            | Caroline Zhang (2)           | Vlag van Verenigde Staten | 160.78 | 55.10 (4)  | 105.68 (3) |
| 4                | Amanda Dobbs                 | Vlag van Verenigde Staten | 158.23 | 57.56 (2)  | 100.67 (5) |
| 5                | Haruka Imai                  | Vlag van Japan            | 155.29 | 55.06 (5)  | 100.23 (6) |
| 6                | Kwak Min-jung                | Vlag van Zuid-Korea       | 154.71 | 53.68 (7)  | 101.03 (4) |
| 7                | Amélie Lacoste (3)           | Vlag van Canada           | 152.45 | 54.46 (6)  | 97.99 (8)  |
| 8                | Myriane Samson               | Vlag van Canada           | 150.90 | 51.60 (8)  | 99.30 (7)  |
| 9                | Alexe Gilles                 | Vlag van Verenigde Staten | 140.88 | 48.90 (9)  | 91.98 (9)  |
| 10               | Diane Szmiett                | Vlag van Canada           | 140.10 | 48.82 (10) | 91.28(10)  |
| 11               | Anastasia Gimazetdinova (10) | Vlag van Oezbekistan      | 134.15 | 46.88 (11) | 87.27 (11) |
| 12               | Liu Yan (8)                  | Vlag van China            | 126.11 | 46.60 (12) | 79.51 (13) |
| 13               | Kim Chae-hwa (5)             | Vlag van Zuid-Korea       | 123.91 | 41.34 (14) | 82.57 (12) |
| 14               | Cheltzie Lee (2)             | Vlag van Australië        | 119.39 | 40.06 (15) | 79.33 (14) |
| 15               | Kim Na-young (4)             | Vlag van Zuid-Korea       | 109.46 | 44.94 (13) | 64.52 (17) |
| 16               | Lejeanne Marais (3)          | Vlag van Zuid-Afrika      | 103.03 | 34.32 (19) | 68.71 (15) |
| 17               | Ana Cecilia Cantu (7)        | Vlag van Mexico           | 101.25 | 35.62 (17) | 65.63 (16) |
| 18               | Crystal Kiang (3)            | Vlag van Taiwan           | 96.16  | 36.18 (16) | 59.98 (19) |
| 19               | Melinda Wang (3)             | Vlag van Taiwan           | 95.50  | 33.82 (20) | 61.68 (18) |
| 20               | Lauren Ko                    | Vlag van Filipijnen       | 90.77  | 35.22 (18) | 55.55 (20) |
| Alleen korte kür |                              |                           |        |            |            |
| 21               | Xu Binshu (4)                | Vlag van China            |        | 33.82 (21) |            |
| 22               | Phoebe Di Tommaso (3)        | Vlag van Australië        |        | 33.48 (22) |            |
| 23               | Tamami Ono (3)               | Vlag van Hongkong         |        | 33.26 (23) |            |
| 24               | Mericien Venzon              | Vlag van Filipijnen       |        | 32.92 (24) |            |
| 25               | Sandra Khopon                | Vlag van Thailand         |        | 32.84 (25) |            |
| 26               | Mary Ro Reyes                | Vlag van Mexico           |        | 32.76 (26) |            |
| 27               | Gracielle Jeanne Tan (3)     | Vlag van Filipijnen       |        | 32.22 (27) |            |
| 28               | Tiffany Packard Yu           | Vlag van Hongkong         |        | 30.74 (28) |            |
| 29               | Abigail Pietersen (6)        | Vlag van Zuid-Afrika      |        | 30.06 (29) |            |
| 30               | Chaochih Liu (2)             | Vlag van Taiwan           |        | 29.92 (30) |            |
| 31               | Charissa Tansomboon (3)      | Vlag van Thailand         |        | 29.88 (31) |            |
| 32               | Sarah Paw Si Ying            | Vlag van Singapore        |        | 27.32 (32) |            |
| 33               | Taryn Jurgensen              | Vlag van Thailand         |        | 26.94 (33) |            |
| 34               | Priscila Alavez              | Vlag van Mexico           |        | 24.92 (34) |            |
| 35               | Elena Rodrigues              | Vlag van Brazilië         |        | 24.74 (35) |            |
| 36               | Alessia Baldo (2)            | Vlag van Brazilië         |        | 24.00 (36) |            |
| 37               | Lee Tze-ching                | Vlag van Hongkong         |        | 23.48 (37) |            |
| 38               | Simone Pastusiak             | Vlag van Brazilië         |        | 17.70 (38) |            |

| #      | naam (deelname)                                  | land                      | punten | korte kür  | lange kür  |
| ------ | ------------------------------------------------ | ------------------------- | ------ | ---------- | ---------- |
| Goud   | Zhang Dan (7) Zhang Hao (7)                      | Vlag van China            | 192.22 | 65.86 (1)  | 126.36 (1) |
| Zilver | Keauna McLaughlin (2) Rockne Brubaker (2)        | Vlag van Verenigde Staten | 170.17 | 64.56 (2)  | 105.61 (2) |
| Brons  | Meagan Duhamel (2) Craig Buntin (4)              | Vlag van Canada           | 158.02 | 56.90 (3)  | 101.12 (4) |
| 4      | Caitlin Yankowskas John Coughlin                 | Vlag van Verenigde Staten | 157.49 | 56.10 (4)  | 101.39 (3) |
| 5      | Narumi Takahashi Mervin Tran                     | Vlag van Japan            | 151.83 | 53.74 (7)  | 98.09 (5)  |
| 6      | Zhang Yue Wang Lei                               | Vlag van China            | 146.60 | 54.16 (6)  | 92.44 (6)  |
| 7      | Mylene Brodeur (3) John Mattatall (3)            | Vlag van Canada           | 146.31 | 55.94 (5)  | 90.37 (7)  |
| 8      | Dong Huibo (2) Wu Yiming (2)                     | Vlag van China            | 136.05 | 48.02 (9)  | 88.03 (8)  |
| 9      | Kirsten Moore-Towers Dylan Moscovitch            | Vlag van Canada           | 135.76 | 48.76 (8)  | 87.00 (9)  |
| 10     | Marissa Castelli Simon Shnapir                   | Vlag van Verenigde Staten | 128.91 | 44.60 (10) | 84.31 (10) |
| 11     | Amanda Sunyoto-Yang (2) Daryll Sulindro-Yang (2) | Vlag van Taiwan           | 116.49 | 43.42 (11) | 73.07 (11) |

| #      | naam (deelname)                           | land                      | punten | verpl. kür | org. kür   | vrije kür  |
| ------ | ----------------------------------------- | ------------------------- | ------ | ---------- | ---------- | ---------- |
| Goud   | Kaitlyn Weaver (3) Andrew Poje (3)        | Vlag van Canada           | 166.16 | 32.67 (1)  | 48.42 (1)  | 85.07 (1)  |
| Zilver | Allie Hann-McCurdy (2) Michael Coreno (2) | Vlag van Canada           | 159.56 | 29.89 (3)  | 48.21 (2)  | 81.46 (2)  |
| Brons  | Madison Hubbell Keiffer Hubbell           | Vlag van Verenigde Staten | 154.20 | 29.76 (4)  | 46.75 (4)  | 77.69 (4)  |
| 4      | Huang Xintong (5) Zheng Xun (5)           | Vlag van China            | 150.38 | 30.12 (2)  | 47.21 (3)  | 73.05 (7)  |
| 5      | Madison Chock Greg Zuerlein               | Vlag van Verenigde Staten | 148.92 | 29.14 (5)  | 44.12 (5)  | 75.66 (5)  |
| 6      | Kharis Ralph Asher Hill                   | Vlag van Canada           | 147.38 | 26.57 (7)  | 41.80 (8)  | 79.01 (3)  |
| 7      | Jane Summersett Todd Gilles               | Vlag van Verenigde Staten | 144.53 | 25.26 (8)  | 43.95 (6)  | 75.32 (6)  |
| 8      | Yu Xiaoyang (8) Wang Chen (8)             | Vlag van China            | 141.55 | 28.16 (6)  | 42.48 (7)  | 70.91 (8)  |
| 9      | Guan Xueting Wang Meng                    | Vlag van China            | 127.06 | 21.64 (9)  | 40.53 (9)  | 64.89 (9)  |
| 10     | Danielle O'Brien (3) Gregory Merriman (3) | Vlag van Australië        | 115.73 | 21.12 (10) | 33.90 (11) | 60.71 (10) |
| 11     | Corenne Bruhns (2) Andrew Lavrik          | Vlag van Mexico           | 106.07 | 17.71 (11) | 34.33 (10) | 54.03 (12) |
| 12     | Maria Borounov (5) Evgeni Borounov (5)    | Vlag van Australië        | 106.03 | 17.22 (12) | 32.32 (12) | 56.49 (11) |

1999 · 
2000 · 
2001 · 
2002 · 
2003 · 
2004 · 
2005 · 
2006 ·
2007 ·
2008 ·
2009 ·
2010 ·
2011 ·
2012 ·
2013 ·
2014 ·
2015 ·
2016 ·
2017 ·
2018 ·
2019 ·
2020 ·
2021 ·
2022
EK kunstschaatsen ·
WK kunstschaatsen ·
WK kunstschaatsen junioren ·
Olympische Spelen